# Anaciaeschna melanostoma
Anaciaeschna melanostoma – gatunek ważki z rodziny żagnicowatych (Aeshnidae).